# Педра-Тальяда (биологический резерват)
Педра-Тальяда (порт. Reserva Biológica da Pedra Talhada) — биологический резерват в Бразилии, в штатах Алагоас и Пернамбуку.

## Описание
Биологический резерват Педра-Тальяда располагается в штатах Алагоас (муниципалитет Кебрангулу) и Пернамбуку (муниципалитет Лагоа-ду-Ору). Он занимает площадь 43,82 км² (4382,37 га), охватывая один из последних фрагментов внутренних лесов Пернамбуку. Создан 13 декабря 1989 года, отнесён к категории МСОП Ia (строгий природный резерват). Управляющий орган — Институт по сохранению биоразнообразия имени Чико Мендеса. Цель создания резервата — защита редких, эндемичных и исчезающих видов флоры и фауны, сохранение и восстановление атлантического леса, и поддержка научных исследований.
Рельеф по большей части холмистый и неровный, с максимальной высотой над уровнем моря в 860 метров. В резервате содержится около 180 гидрологических объектов.
Тип климата — влажный тропический, с годовым количеством осадков 1250—1500 мм. Среднегодовая температура — около 25°С.
В 2006 году Педра-Тальяда по-прежнему испытывала давление со стороны человека, выражавшееся в выращивании сельскохозяйственных культур и разведении скота.

## Биоразнообразие
Резерват Педра-Тальяда располагается в атлантическом лесу, в экорегионе внутренних лесов Пернамбуку. Деревья вырастают в высоту до 15—30 метров.
Среди животных распространены такие виды как белошеий ястреб (Buteogallus lacernulatus), славковая муравьянка Myrmeciza ruficauda, пестрокрылый лесной перепел (Odontophorus capueira), малый дятелок (Picumnus exilis) и славковый тиранчик Phylloscartes ceciliae.